# Most Martinska Ves
Most Martinska Ves je viseći most preko rijeke Save koji spaja Desnu i Lijevu Martinsku Ves. Trenutno je jedini viseći most u Hrvatskoj po kojem može teći cestovni promet i ujedno jedan od tri viseća mosta u Hrvatskoj.

## Opis
Most ima jednu prometnu traku, koja se uz pomoć prometne signalizacije naizmjence otvara za promet u oba smjera. Uz prometnu traku za motorna vozila nalazi se biciklistička i pješačka staza. Maksimalna nosivost mosta je 12 tona za pojedinačni prijelaz interventnih vozila, a u normalnom prometu maksimalna težina vozila je ograničena na 5 tona. Most Martinska Ves je izrgrađen kako bi se zamijenila riječna skela, koja često nije mogla prometovati kada je vodostaj bio visok što je otežavalo komunikaciju između naselja.
Ovo je jedini most preko Save između Zagreba i Siska. Nakon izgradnje Most Martinska Ves je zbog svoje vizualne atraktivnosti postao najveća atrakcija ovog kraja.